# マジック・マン
「マジック・マン」（"Magic Man"）は、アメリカのロックバンド、ハートのデビューアルバム『ドリームボート・アニー』から先行シングルとしてリリースされた楽曲。アン・ウィルソンとナンシー・ウィルソンによって作詞作曲されたこの曲では、電話をかけて帰宅するように懇願する母親が非常に困惑している、マジック・マンと呼ばれる年上の男性に誘惑されている少女の視点で歌われている。アン・ウィルソンはあるインタビューで、マジック・マンとは当時の恋人のマイク・フィッシャーのことであり、曲のその部分については二人の関係の初期に関する自伝的な物語だと明らかにしている。ロジャー・フィッシャーは自身が演奏するギターパートにEADGDGと言う変則チューニングを考案した。アルバムに収録された「マジック・マン」にはギターソロとミニモーグ・シンセサイザーを使用した2分間を超えるインストゥルメンタルパートが納められているが、シングルバージョンではこの部分は大幅にカットされ、5分28秒から3分29秒へと短縮された。
キャッシュボックス誌は、「ファンクなリズムが叫ぶようなギターの音ですぐに確立し、女性のリードボーカルがアレンジとうまくマッチしている」と評した。
カナダでは「マジック・マン」は、まだ発売されていなかった『ドリームボート・アニー』からの、ファーストシングル「ハウ・ディープ・イット・ゴーズ」に続く2枚目の先行シングルとして、1975年6月にリリースされた。「マジック・マン」はRPM誌のシングルチャートに9週間止まり、1975年8月16日に最高位となる62位に達した。「マジック・マン」の成功がアルバムと、1976年3月のサードシングル「クレイジー・オン・ユー」の発売を後押しした。「クレイジー・オン・ユー」がヒットしたのちに、「マジック・マン」もカナダ国内の新たな地域で人気を博し、ほぼ一年後の1976年9月11日にRPM誌のシングルチャートに再び登場して14週間留まり、1976年10月30日に26位に到達した。
アメリカ合衆国では、「クレイジー・オン・ユー」がファーストシングルとしてアメリカ人にバンドのサウンドを知らしめたのちに1976年夏にリリースされた。この曲はハートにとっての初のトップ10ヒットとなり、1976年11月6日にBillboard Hot 100の9位となった。オランダとベルギーでは、「マジック・マン」はアルバムからの1枚目のシングルとして1976年後半にリリースされ、1977年前半にそれぞれ最高7位と10位になった。オーストラリアでも成功を納めて最高6位となり、お隣のニュージーランドでも26位を獲得した。
2023年、アン・ウィルソンはドリー・パートンによるロック・カバー・アルバム『ロックスター』でのこの曲のカバーでパートンと共演した。

## パーソネル

### ハート
- アン・ウィルソン – リードボーカル
- ナンシー・ウィルソン – リズムギター、アコースティックギター、バックボーカル
- ロジャー・フィッシャー – リードギター、アコースティックギター
- スティーヴ・フォッセン – ベースギター
- ハワード・リーズ – リズムギター、ミニムーグ（英語版）

### その他のミュージシャン
- デイヴ・ウィルソン – ドラムス
- レイ・エイヨット – コンガ
- マイク・フリッカー – パーカッション

## チャート成績
| チャート（1976年–1977年）            | 最高 順位 |
| ------------------------------------ | --------- |
| オーストラリア（Kent Music Report）  | 6         |
| ベルギー (Ultratop 50 Flanders)      | 10        |
| カナダ トップシングルス (RPM)        | 26        |
| オランダ (Dutch Top 40)              | 7         |
| オランダ (Single Top 100)            | 8         |
| ニュージーランド (Recorded Music NZ) | 26        |
| US Billboard Hot 100                 | 9         |
| US Cash Box Top 100                  | 7         |

| チャート（1976年）              | 順位 |
| ------------------------------- | ---- |
| カナダ トップシングル（RPM）    | 186  |
| US キャッシュボックス トップ100 | 80   |

| チャート（1977年）                 | 順位 |
| ---------------------------------- | ---- |
| オーストラリア（Kent Music Report) | 46   |
| オランダ（ダッチ トップ40）        | 66   |
| オランダ（シングル100）            | 77   |